# Cañón naval BL 6" Mark VII
El Cañón BL de 6 pulgadas Mark VII (y el relacionado Mk VIII) fue un cañón naval británico de retrocarga (BL) cuyas primeras unidades datan de 1899. Fue un arma muy versátil al utilizar un montaje móvil pesado en 1915 para el servicio del Ejército Británico, llegando a convertirse en uno de los principales cañones de campaña pesados de la Primera Guerra Mundial. También sirvió como uno de los principales cañones de defensa costera en todo el Imperio Británico hasta la década de 1950. El cañón fue usado como artillería pesada de campaña entre 1915 y 1918, ampliándose su uso naval entre 1901 y 1959. En el fuerte costero de Fort Scratchley de Newcastle (Australia), se extendió su uso desde 1911 hasta 1965, año en que se desmantelaron y se retiraron del servicio activo.

## Trasfondo
El arma reemplazó al cañón naval QF de seis pulgadas de la década de 1890, un período durante el cual la Royal Navy había evaluado la tecnología QF (es decir, cargar cargas propulsoras en casquillos de cartuchos de latón) para todas las clases de armas de hasta 6 pulgadas (152 mm) para aumentar la velocidad de disparo. El BL Mk VII volvió a cargar cargas en bolsas de seda después de que se determinó que con los nuevos mecanismos de cierre de acción simple se podía cargar un cañón BL de seis pulgadas, insertar un tubo de ventilación y disparar tan rápido como un cañón QF de seis pulgadas. También se consideró que las cargas de cordita en bolsas de seda almacenadas para una pistola BL representaban un ahorro considerable en peso y espacio en el cargador en comparación con los voluminosos casquillos de cartuchos QF de latón.

## Uso naval
El arma se introdujo en los acorazados clase Formidable de 1898 (instalados en septiembre de 1901) y pasó a equipar muchos buques capitales, cruceros, monitores y barcos más pequeños, como las cañoneras de clase Insect que sirveron durante la Segunda Guerra Mundial.
El Mk VIII en servicio naval era idéntico al Mk VII, excepto que la recámara se abría hacia la izquierda en lugar de hacia la derecha, para usarse como cañón izquierdo en torretas gemelas.
En la Segunda Guerra Mundial, el arma se utilizó para armar barcos de tropas británicos y cruceros mercantes armados, incluido el HMS Rawalpindi, que luchó brevemente contra los acorazados alemanes Scharnhorst y Gneisenau con cañones de 280 mm (11 pulgadas) en noviembre de 1939, y el HMS Jervis Bay, que de manera similar se sacrificó para salvar su convoy del crucero Admiral Scheer con cañones de 280 mm (11 pulgadas) en noviembre de 1940.

## Uso como artillería de campaña
El cañón Mk VII se utilizó por primera vez como cañón de campaña en Francia en 1915. Inicialmente se montó en un carro de campaña improvisado de estructura rectangular diseñado por el almirante Percy Scott. El carro se basó en un diseño que había improvisado para el cañón de 4,7 pulgadas en la segunda guerra bóer. Fue un carruaje exitoso, excepto que limitaba la elevación y, por tanto, el alcance. A principios de 1916 se introdujo un montante mejor que permitía una elevación a 22°, el MK II. A éste le siguieron modelos para las variantes Mk III, V y VI. El arma era operada por la Royal Garrison Artillery en baterías cuádruples, al igual que todos los cañones de campaña más grandes de la Primera Guerra Mundial.
Tras un despliegue exitoso en la Batalla del Somme, la función del arma se definió como fuego de contrabatería. Eran "más efectivos para neutralizar defensas y para cortar cables con la espoleta 106 (una nueva espoleta que de manera confiable estalla instantáneamente sobre el suelo incluso con un contacto leve, en lugar de formar cráteres)". También fueron eficaces para disparos de largo alcance contra "objetivos en profundidad". El Mk VII fue reemplazado por el cañón BL de 6 pulgadas Mk XIX, más ligero y de mayor alcance, que se introdujo en octubre de 1916, pero el Mk VII permaneció en servicio hasta el final de la Primera Guerra Mundial.

## Uso como artillería de costa
El cañón Mk VII de 6 pulgadas, junto con el cañón Mk X de 9,2 pulgadas, proporcionaron la principal defensa costera en todo el Imperio británico, desde principios del siglo XX hasta la eliminación de la artillería de costa en la década de 1950. Muchos cañones se construyeron especialmente para el uso de la defensa costera del ejército y, tras el desmantelamiento de muchos cruceros y acorazados obsoletos después de la Primera Guerra Mundial, sus cañones Mk VII de 6 pulgadas también se reciclaron para la defensa costera. Durante la Primera Guerra Mundial, 103 de estas armas estuvieron en servicio en las defensas costeras de todo el Reino Unido. Algunos de ellos, junto con otros en puertos de todo el Imperio Británico, desempeñaron un importante papel de defensa en la Segunda Guerra Mundial y permanecieron en servicio hasta la década de 1950.
Durante la Segunda Guerra Mundial se fabricaron varias armas nuevas similares con cañones más fuertes que permitían el uso de cargas de cordita más potentes para la defensa costera y fueron designadas como BL Mark XXIV de 6 pulgadas.

## Acciones reseñables
En la incursión alemana en Scarborough, Hartlepool y Whitby el 16 de diciembre de 1914, las baterías del 1st Durham Volunteer Artillery de la Fuerza Territorial en Heugh (dos baterías) y Lighthouse (una batería) libraron una acción notable que defendía Hartlepool. Se batieron en duelo con los cruceros de batalla alemanes SMS Seydlitz y Moltke (cañones de 11 pulgadas, 280 mm) y Blücher (8,2 pulgadas, 210 mm), disparando 112 rondas y anotando siete impactos. Los cruceros de batalla efectuaron un total de 1.150 disparos contra la ciudad y las baterías defensivas, causando la muerte de 112 civiles y siete militares.

## Ejemplares supervivientes
- En el Museo Real de Artillería Woolwich, Londres.
- Un arma de defensa costera en Newhaven Fort, Sussex, Reino Unido
- Un arma montada en un emplazamiento de defensa costera de 1904 en New Tavern Fort, Gravesend, Reino Unido
- 2 cañones de defensa costera Mk 7 en Fort Dunree, Lough Swilly, en el condado de Donegal, Irlanda
- St David's Battery, St. David's Head, Isla de St. David, Bermudas. Dos piezas Mk VII, construidos por Vickers, sobre soportes de pivote central Mk II.
- Fuerte Scratchley, Newcastle, Nueva Gales del Sur, Australia. 2 cañones que datan de 1911. Desmantelados en 1965 y colocados en un parque cercano, regresaron a sus soportes originales en 1978 después de que el fuerte se convirtiera en museo. Ambos fueron restaurados en 1992 por la Sociedad Histórica de Fort Scratchley y pueden dispararse en ocasiones especiales con fines ceremoniales y de saludo.
- Fuerte St. Catherine's, Isla St. George, (Bermudas). Cañón BL Mk VII de 6 pulgadas, construido por Vickers, sobre soporte de pivote central Mk II.
- Campamento de Warwick, Warwick, Bermudas. Dos Mk. VII, construido por Vickers, sobre soportes de pivote central Mk II. Esta es una base militar en activo y el público no puede acceder a la batería. Las recámaras han sido retiradas recientemente para volver a montarlos en Keep's Bastions, en el Royal Naval Dockyard, de la isla de Irlanda, que alberga el Museo Marítimo de las Bermudas.
- Royal Naval Dockyard, Isla de Irlanda (Bermudas). Dos Mk VII (L/1029 y RGF) sobre pivote central Mk II, en los Bastiones C y D de la fortaleza que alberga el Museo Marítimo de las Bermudas (también hay un cañón BL de 6 pulgadas Mk II y un cañón BL de 6 pulgadas Mk IV, en el Bastión E).[9][10]
- Un cañón sobre carro de campaña en el Museo Front, Lappohja, Finlandia.
- Fort Ogilvie, Point Pleasant Park, Halifax, Nueva Escocia.
- Pieza VSM n.º 1553 de 1901 en el Princess Royal Fortress, Albany, Australia Occidental. Obtenido de las Bermudas durante la restauración del sitio en la década de 1980.
- Recámara nº 1489 que hizo el primer disparo australiano en la Primera Guerra Mundial y nº 1317 que disparó el primer disparo australiano de la Segunda Guerra Mundial en Fort Nepean, Victoria.
- Cañón Mk VII de 1902 en Ile aux Aigrettes, Mauricio.
- Momi, Vuda, Baterías, Viti Levu, Islas Fiji. Uno de los cierres es el n.º 1266 de 1900.
- Fort Mitchell, Isla Spike (Irlanda). Dos cañones Mk VII en casamatas sobre soportes de pivote central Mk II. Están en buen estado y en proceso de restauración para que funcionen en condiciones aceptables.
- Fuerte Lonehort, isla Bere, condado de Cork, Irlanda. Existen dos cañones BL de 6 pulgadas. Faltan bloques de recámara y los cañones presentan oxidaciones, pero por lo demás parecen estar en buenas condiciones. El fuerte estuvo abierto al público los días 14 y 15 de marzo de 2014 para una experiencia de arte subterránea titulada "Nest", que tuvo lugar en las salas de proyectiles debajo de los cañones. Las salas de conchas y los polipastos también se encuentran en buenas condiciones.
- Batería de artillería de costa en Outão, Portugal, en la desembocadura del río Sado, que protege el puerto de Setúbal con 3 cañones desmantelados en 1998.
- Dos cañones datados de 1900 y 1902 del HMS Lancaster en Canopus Hill, cerca del aeropuerto de Puerto Argentino, Islas Malvinas, fueron renovados en 2003.[11]
- Tres Mk VII (que datan de 1904, 1914 y 1918) de la batería de Ostenburg en el Royal Naval Dockyard, Trincomalee.[12]
- Tres Mk VII de la batería Modara en el campamento militar Rock House.
- Dos Mk VII en Banana, en la costa atlántica de la República Democrática del Congo. Están en desuso desde 1960.
- Un Mk VII retirado de Singapur y trasladado a Tinian como parte de una batería de tres piezas, ahora se encuentra en el exterior del aeropuerto internacional de Tinian. Esta arma, operada por el ejército nipón, disparó contra el acorazado USS Colorado y el destructor USS Norman Scott el 24 de julio de 1944, causando numerosas bajas y daños a ambos buques. Este cañón superviviente tiene dos marcas distintivas en el cañón debido al fuego de respuesta estadounidense que lo dejó fuera de combate, pero por lo demás está intacto.